# سازند لشکرک
سازند لشکرک از سازندهای زمین‌شناسی ایران در البرز با سن اردویسین زیرین و میانی پیشین است. مقطع اصلی این سازند در شمال کندوان توسط گلاس (۱۹۶۵) مطالعه شده است ولی خود سازند برای اولین بار توسط گانسر و هوبر (۱۹۶۲) در ارتفاعات لشکرک علم کوه شناسایی شد. مقطع اصلی با ضخامت ۱۷۵ متر در شرق قله لشکرک قرار دارد و از پایین به بالا شامل ۹۵ متر شیل و ماسه‌سنگ که در قاعده آن دولومیت زرد تا قرمز ضخیم‌لایه چرت‌دار و بدون فسیل وجود دارد، ۲۵ متر آهک گِرِهَک‌دار قرمز رنگ و مارن حاوی تریلوبیت، کیسه‌واران و بازوپایان و ۵۵ متر شیل و ماسه‌سنگ با لایه‌های نازک آهک بدون فسیل است. در مقطع اصلی سازند لالون در زیر و آهک مبارک بر روی آن قرار دارند.